# Confia em Mim
Confia em Mim é um filme de drama brasileiro de 2014 dirigido por Michel Tikhomiroff, com roteiro de Fábio Danesi e direção de fotografia de Rodrigo Monte. Produzido pela Mixer em coprodução com a Globo Filmes, conta a história de uma chefe de cozinha que sonha em abrir seu próprio restaurante mas acaba confiando na pessoa errada para administrar seu dinheiro. É protagonizado por Fernanda Machado e Mateus Solano.
Confia em Mim foi lançado no Brasil em 10 de abril de 2014 com distribuição da Downtown Filmes e co-distribuição da Paris Filmes. O filme teve um morna recepção da crítica especializada, a qual fez duras críticas ao roteiro, direção de fotografia e edição do longa. O filme não foi um sucesso de bilheteria, alcançando um público de pouco mais de 42 mil espectadores, gerando uma receita de R$ 550.019,13, longe de superar seu orçamento de R$ 5 milhões.

## Sinopse
Mari, uma promissora chefe de cozinha, trabalha duro e sonha em abrir seu próprio restaurante. Até que acaba se envolvendo com Caio, um carismático rapaz, que dará as condições para ela realizar o seu sonho. Porém, as coisas nem sempre são o que parecem ser. Às vezes, confiamos nas pessoas erradas.  

## Elenco
- Fernanda Machado como Mariana "Mari"
- Mateus Solano como Caio
- Fernanda D'Umbra como Teresa
- Bruno Giordano como Vicente
- Clarisse Abujamra como Beatriz
- Janaína Afhonso como Joana
- Patrícia Pichamone como Paula
- Fábio Herford como Edgar
- Geraldo Rodrigues como Dário
- Antonio Saboia como policial federal

## Produção
Com um orçamento de mais de 5 milhões de reais, o filme é o primeiro longa do diretor Michel Tikhomiroff, que até então tinha produzido a série O Negócio para a HBO em 2012. O filme foi rodado em Paulínia e Campinas. O filme exigiu dedicação intensa da atriz Fernanda Machado, que chegou a cortar o dedo durante as gravações, por tentar a cortar os legumes com rapidez. A atriz fez workshop de gastronomia durante dois meses e meio, ajudava em restaurantes de grande porte, para poder adquirir uma experiência para o longa. 
Inicialmente, o filme seria intitulado como "Procura-se". É o primeiro longa-metragem do diretor Michel Tikhomiroff.

## Lançamento
Foi divulgado a partir de 30 de janeiro de 2014 o primeiro trailer do filme pela Downtown Filmes e Paris Filmes. O lançamento comercial ocorreu em 10 de abril de 2014.

## Recepção

### Bilheteria
Segundo dados da Ancine, o filme foi lançado em apenas 67 salas de cinema espalhadas no Brasil. Ao longo de sua exibição, Confia em Mim foi assistido por 42.811 espectadores, gerando um receita total de  R$ 550.019,13.

### Prêmios e indicações
| Ano  | Associações                                               | Categoria                    | Nomeações          | Resultado |
| ---- | --------------------------------------------------------- | ---------------------------- | ------------------ | --------- |
| 2015 | BRAFFTV - Brazilian Film & Television Festival of Toronto | Melhor Filme do Júri Popular | Michel Tikhomiroff | Indicado  |